# زهرة الانتقام (مسلسل)
زهرة الانتقام (بالكورية : 가시꽃) هو مسلسل تلفزيوني كوري جنوبي 2013. وكان أول دراما يومية تبثها قناة jTBC، وجرى بثها في الفترة من 4 فبراير إلى 1 أغسطس 2013 من الاثنين إلى الجمعة في الساعة 20:15 ولفترة 120 حلقة.

## القصة
كانت جيون سي مي ذات يوم فتاة نقية وبريئة. لكن كل هذا يتغير عندما يخونها حبيبها وتفقد عائلتها. ماضيها المؤلم يدفعها إلى طريق الانتقام من الأشخاص الذين ظلموها وجعلوا حياتها في حالة من الفوضى.
قال فريق الإنتاج أيضًا إنها ستكون مسرحية انتقامية أكثر وحشية من (إغراء زوجة)

## طاقم التمثيل
- جانغ شين يونغ بدور جيون سي مي
- كانغ كيونغ جون بدور كانغ هيوك مين
- سيو دو يونغ بدور بارك نام جوون
- كيم سا هي بدور كانغ جي مين

## الاستقبال
سجلت الدراما نسب مشاهدات متواضعة مثل:
- الحلقة الأولى بدأت بنسبة 0.6٪ وفي السابعة والثاني عشر والعشرين سجلت 1.7٪ و1.17٪ و2.102٪ على التوالي.
- سجلت 2.357٪ في 46 حلقة.
- سجلت 2.547٪ وهو أعلى تصنيف لها.

قد يرجع السبب إلى شعبية القناة في ذلك الوقت، لم تكن قناة جي تي بي سي تحظى بشعبية واسعة مقارنة بالقنوات الثلاث KBS ،MBC ،SBS في تلك السنوات.

## روابط خارجية
- زهرة الأنتقام على موقع قاعدة بيانات الفيلم (الإنجليزية)